# Pavonia peruviana
Pavonia peruviana es una especie de plantas con flores de la familia  Malvaceae. Se encuentra en  América tropical.

## Descripción
Son sufrútices, que alcanzan un tamaño de 0.5–1 m de alto; tallos y pecíolos notablemente hirsutos. Hojas lanceoladas o anchamente rómbicas (la parte más ancha en el centro), agudas o acuminadas en el ápice, truncadas o subcordadas en la base, claramente aserradas, en la haz con tricomas simples adpresos, en el envés con tricomas estrellados; estípulas 8–11 mm de largo. Inflorescencia terminal, erecta, simple o bien ramificada, sobrepasando a las hojas, flores agrupadas más o menos en cabezuelas de 4–15 flores, pedicelos 2–5(–12) mm de largo; bractéolas del calículo ca 8, 7–9 mm de largo, connadas en el 1/3–1/2 basal, hirsutas con los tricomas hasta 2.5 mm de largo; cáliz 3–4 mm de largo, completamente oculto por el calículo; pétalos 6–8 mm de largo, blancos. Carpidios 6–7 mm de largo, cada uno con 3 espinas erectas retrobarbadas de 7–8 mm de largo; semillas 6–7 mm de largo.

## Distribución y hábitat
Especie rara, se encuentra en los bosques perennifolios, de las zonas norcentral y atlántica; a una altitud de 1200–1700 metros; fl y fr durante todo el año; desde Nicaragua a Perú.

## Taxonomía
Pavonia peruviana fue descrita por  Robert Louis August Maximilian Gürke y publicado en Flora Brasiliensis 12(3): 487–488, t. 88, f. 1. 1892.
Etimología
Pavonia: nombre genérico que fue otorgado en honor al botánico español José Antonio Pavón y Jiménez.
peruviana: epíteto geográfico que alude a su localización en Perú.
Sinonimia
- Malache maxonii Standl.
- Pavonia longipes var. hirsuta A. Robyns
- Pavonia maxonii (Standl.) Standl.
- Pavonia rosea var. maxonii (Standl.) A. Robyns
- Pavonia warmingiana Gürke
- Typhalea peruviana (Gürke) Monteiro[2]